# Lancaster (Pennsylvania)
Lancaster is een stad in de staat Pennsylvania in de Verenigde Staten. Het is de oudste stad in het binnenland van de Verenigde Staten, gesticht in 1718.

## Ligging en kenmerken

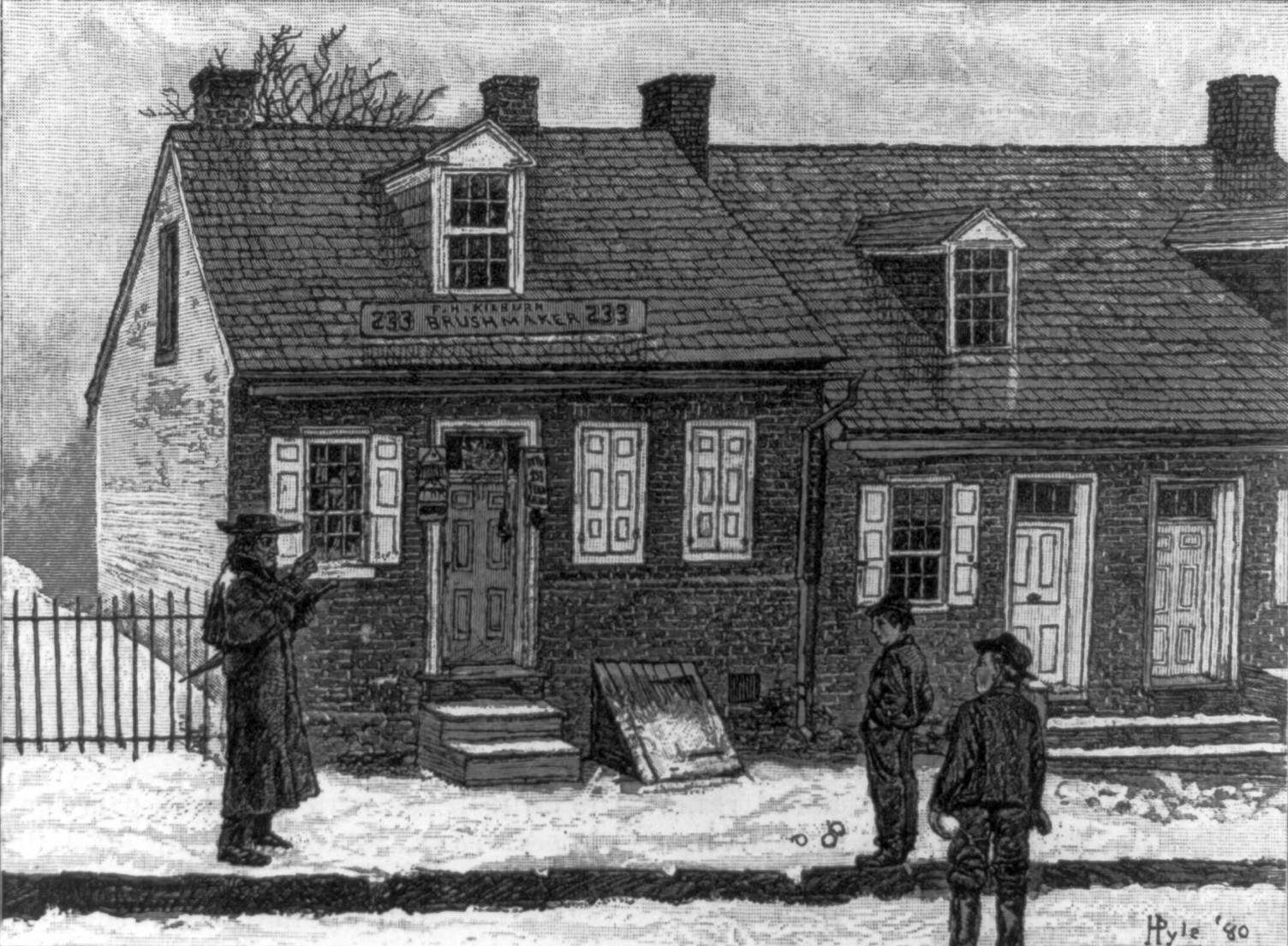
Een oud huis uit Lancaster, Howard Pyle, oktober 1889

De stad ligt ten noorden en westen van de machtige Susquehanna-rivier, op ongeveer 115 km ten westen van Philadelphia. De stad telt ongeveer 56.000 inwoners (2000) en beslaat ongeveer 20 km².
In het gebied rond Lancaster komen ruim 40% meer tornado's voor dan gemiddeld in heel de V.S. In 1970 kostte een categorie 3-tornado op ongeveer 40 km van het stadscentrum een persoon het leven en raakte 5 mensen gewond. De schade bedroeg zo'n $5.000.000.
John Wright, een vooraanstaand burger, vernoemde de plaats naar Lancaster in Engeland, waar hij voorheen gewoond had. James Hamilton verdeelde de stad in bouwkavels en landkavels en in 1729 werd het de provinciale hoofdstad.
Tijdens de Amerikaanse Onafhankelijkheidsoorlog was Lancaster een belangrijk munitiecentrum en op 27 september 1777 werd het de nationale hoofdstad, toen het Continental Congress op de vlucht was voor de Engelse strijdkrachten, die Philadelphia hadden ingenomen. Van 1799 tot 1812 was het de hoofdstad van de staat Pennsylvania.
Vandaag de dag is Lancaster de hoofdstad van de county (provincie) Lancaster County. Het is vooral bekend om zijn architectuur uit de 18e, 19e en 20e eeuw.

## Plaatsen in de nabije omgeving
De onderstaande figuur toont nabijgelegen plaatsen in een straal van 12 km rond Lancaster.

## Bekende inwoners van Lancaster

### Geboren
- Robert Fulton (1765-1815), ingenieur en uitvinder
- John Fulton Reynolds (1820-1863), Noordelijke generaal tijdens de Amerikaanse Burgeroorlog
- Richard Winters (1918-2011), militair
- Junior Vasquez (1949), house-dj en -producer
- Michael Willis (1949), acteur
- Barry Pearl (1950), acteur en televisieproducent
- Martha De Laurentiis (1954-2021), film- en televisieproducent
- Andrew Feustel (1960), astronaut
- Jennifer Gareis (1970), actrice
- Gretchen Egolf (1973), actrice
- Michael Bresser (2007), Nederlands voetballer

### Overleden
- James Buchanan (1791-1868), president van de Verenigde Staten (1857-1861)

### Woonachtig (geweest)
- Milton Hershey (1857-1945), eigenaar van de Hershey-chocoladefabriek